# 봉화 분천리 기관차 추락 사고
봉화 분천리 기관차 추락 사고(奉化汾川里機關車墜落事故)는 1999년 9월 24일 오전 10시 15분쯤, 경상북도 봉화군 소천면 분천리 영동선 영주 기점 약 62km 지점에서 기관차가 탈선후 추락해 2명이 사망한 사고이다.

## 개요
본격적인 귀성이 시작된 1999년 9월 23일부터 사고 지점을 통과한 여객열차는 모두 약 20여 편 이였으며 사고 발생 약 1시간 전인 오전 9시쯤, 이용고객 약 80여 명을 태우고 강릉역을 출발하여 동대구역으로 가려던 여객열차가 이 지점을 통과해 엄청난 인명 피해가 날 뻔한 상황이였다. 분천역을 출발하여 승부역으로 가려던 기관차는 계속 내린 비 때문에 영동선 철길이 무너져 내리면서 탈선 추락하였으나 사고 기관차는 불행 중 다행으로 열차를 달지 않은 단행 기관차였다.

## 사고 원인
이날 사고는 지반이 물을 먹었고 하천 수위가 지반에 스며든 관계로 순간적으로 슬라이딩이 발생했던 것으로 추정된다.

## 인명 피해
이 사고로 당시 38세의 기관사 권아무개와 당시 28세의 기관조사 박아무개가 그 자리에서 사망하였다.

## 사고 직후
사고 현장에는 철도가 엿가락처럼 휘어져 있고 기관차는 흙더미에 뒤덮인 채 흉하게 구겨져 있었다. 사고 직후 영주지방철도청은 직원 약 180여 명을 동원해 긴급 복구 작업을 폈으나 완전 복구에는 상당한 시일이 걸렸다.
또한 2000년 9월 24일 부로 사고 지점 인근에 사고 기관사의 넋을 기리는 위령비를 세웠다